# Барышников, Александр Васильевич
Алекса́ндр Васи́льевич Бары́шников (1886, Курская губерния — после 1937) — делегат Всероссийского Учредительного собрания, эсер, член ВЦИК.

## Биография
Александр Барышников был родом из дворян, хотя и родился в семье ремесленника в деревне Борисовка Грайворонского уезда Курской губернии. В 1902 году сдал экзамен на учителя.
В 1903 году попал под надзор полиции как эсер-боевик, участник эксов, обвинялся в грабежах и убийствах. Неоднократно был арестован и осуждён. Дважды бежал из тюрем. Находился в эмиграции во Франции и в Швейцарии.
Вернулся в Россию в 1917 году и стал левым эсеров. Был избран делегатом II Всероссийского съезда крестьянских депутатов и членом исполкома Всероссийского Совета крестьянских депутатов.
В том же году был избран в члены Учредительного собрания по Курскому избирательному округу от эсеров (список № 1). Участвовал в заседании-разгоне Собрания от 5 января 1918 года.
В марте 1918 года был избран членом ВЦИК четвёртого созыва. В июле 1918 года (после восстания левых эсеров) был арестован на уездном съезде Советов. Несмотря на это, стал делегатом IV съезда партии левых эсеров (сентябрь — октябрь 1918 года). В том же году направлен ЦК левых эсеров в Англию для революционной работы.
В 1926 году был арестован и осужден на 3 года. В 1930 (или в 1931) году повторно арестован в селе Сергиевка Икрянинского района Астраханской области. 1 февраля приговорён к «раскулачиванию» и выслан на спецпоселение в Апатиты Мурманской области.
В 1937 году вновь арестован как член партии левых эсеров и осуждён на 8 лет. Дальнейшая судьба неизвестна. Реабилитирован 22 февраля 2000 года.